# Prenatal Diagnosis
Prenatal Diagnosis, abgekürzt Prenat. Diagn., ist eine wissenschaftliche Fachzeitschrift, die vom Wiley-Blackwell-Verlag veröffentlicht wird. Die Zeitschrift ist das offizielle Publikationsorgan der International Society for Prenatal Diagnosis (ISPD) und erscheint mit 13 Ausgaben im Jahr. Es werden Arbeiten veröffentlicht, die sich mit allen Aspekten der pränatalen Diagnostik beschäftigen. Einen besonderen Schwerpunkt stellen molekularbiologische und genetische Untersuchungsmethoden dar.
Der Impact Factor lag im Jahr 2014 bei 3,268. Nach der Statistik des ISI Web of Knowledge wird das Journal mit diesem Impact Factor in der Kategorie Gynäkologie und Geburtshilfe an elfter Stelle von 79 Zeitschriften und in der Kategorie Genetik und Vererbung an 57. Stelle von 167 Zeitschriften geführt.
Die Chefredakteurin ist Diana W. Bianchi, Tufts Medical Center, Boston, Vereinigte Staaten von Amerika.